# 도쿄 대학 지진 연구소

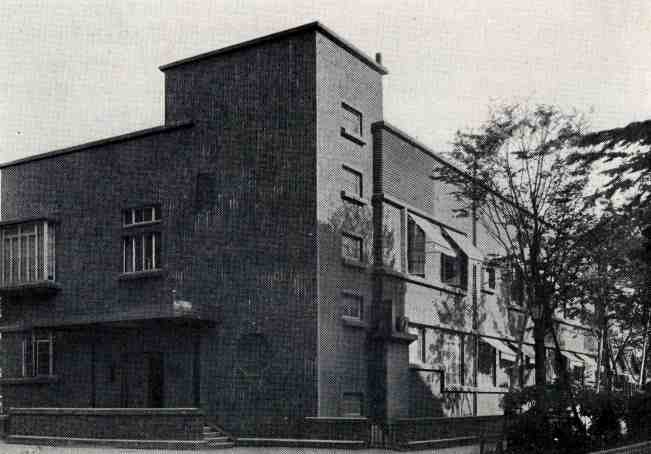
지진 연구소 (1934년)

도쿄 대학 지진 연구소(東京大学地震研究所)은 도쿄 대학의 부설 연구소이다. 지진·화산 현상을 과학적으로 해명하고 재해를 경감하는 것을 목적으로하고있다. 1925년에 설립했다.